# Enrique Bordes Mangel
Enrique Bordes Mangel (Guanajuato, México, 1886 - Tijuana, México 3 de abril de 1935) fue un político, activista revolucionario, abogado, periodista, funcionario y orador mexicano, cuya gran capacidad y calidad intelectual le permitió participar activamente en actos cívicos y culturales en la ciudad de Tijuana. Fue miembro importante del Partido Nacional Democrático, durante su participación en la política, trabajó de manera activa en la Convención Nacional Anti reeleccionista. Junto a Cándido Aguilar, proclamó el Plan de San Ricardo, levantándose en armas en Atoyac, Veracruz, por esta y otras hazañas es considerado precursor de la Revolución Mexicana.

## En la revolución maderista
Trabajó como periodista en los pocos diarios o revistas que no estaban subvencionadas por el régimen de Porfirio Díaz. Fue compañero redactor de Jesús Urueta y Matías Oviedo en México nuevo cuando menos, desde febrero de 1910. Este diario lo dirigía Juan Sánchez Azcona.
Cuenta Sánchez Azcona que, luego del llamamiento a la revolución de 1910, en San Antonio, Texas, se fueron reuniendo, progresivamente, varios «expatriados», entre los que estaban Juan Andrew Almazán, César López de Lara, Ernesto Fernández Arteaga y Enrique Bordes Mangel, entre otros. Entre ellos, además del propio Madero, terminaron de afinar el Plan de San Luis, en la casa de Fernández Arteaga en la West Macon Street. Fue de los primeros detenidos al cruzar al país, acusado de sedición, a su regreso de San Antonio.
José C. Valadés narró la intentona infructuosa de Bordes Mangel en Veracruz, por comenzar la revolución el 20 de noviembre
Al triunfo de la revolución encabezada por Francisco I. Madero, de noviembre de 1910 a mayo de 1911, se incorporó a los trabajos del Partido Constitucional Progresista. Asistió a la reunión en el Teatro Hidalgo en donde se iba a definir quién sería el candidato a Presidente en las elecciones extraordinarias de octubre y noviembre de 1911, para elegir al Presidente y al Vicepresidente, respectivamente. A esa reunión había acudido Madero y los más importantes dirigentes de la revolución como Gustavo A. Madero, Eduardo Hay, Federico González Garza, Antonio Díaz Soto y Gama, Serapio Rendón, Querido Moheno y Luis Aguirre Benavides, entre otros.
En el gobierno de Madero fue nombrado Secretario de Gobierno del Ayuntamiento Constitucional de México, el 22 de febrero de 1912, cargo al que renunció a principios de julio de ese año. Su lugar lo ocupó Federico González Garza. A la caída del maderismo, los antiguos simpatizantes se formaron en torno al Partido Nacional Antirreleccionista «acto que le valió ser expulsado de la Cámara de Diputados, contra toda ley, contra toda justicia», testimonió Sánchez Azcona. Después de ello, fue a exiliarse en Baja California «para vegetar en mísera condición burocrática y al margen de toda política». Al principio de la Revolución, fueron inseparables los tres: Bordes Mangel, Urueta y Sánchez Azcona y «en más de una ocasión nos tildó de tímidos y de precavidos, prematura e injustamente». «Él y Robles Domínguez fueron, muy probablemente, los primeros convencidos de la necesidad de un movimiento de violencia […] y más que en la renovación política soñaba en la renovación social».
Bordes Mangel murió a los 49 años en Tijuana.